# Nicolaus II Bernoulli
Nicolaus Bernoulli (Basilea, 6 de febrero de 1695 - San Petersburgo, 31 de julio de 1726) fue un matemático suizo. Existen diversas variantes de su nombre, como Nicolau, Nicolas o Niklaus en su versión alemana. Para distinguirlo de otros miembros de su familia, también se le conoce como Nicolaus II Bernoulli.

## Vida y obra
Fue el primogénito del matemático Johann Bernoulli y hermano de Daniel y Johann, que también fueron matemáticos reconocidos.
Entró en la Universidad de Basilea, en la que su padre era profesor, con trece años, concluyendo sus estudios de jurisprudencia en 1715.
Siguiendo la senda de su familia, estudió también matemáticas, siendo secretario particular y asistente de su padre. Por este motivo se vio envuelto en la disputa que mantuvieron Newton y Leibniz por la primacía en la invención del cálculo, inclinándose, como su padre y su hermano Daniel, por la posición de Leibniz.
Sus contribuciones más importantes se realizaron en curvas, ecuaciones diferenciales, teoría de la probabilidad y álgebra.
Viajó por Francia e Italia en compañía de su hermano Daniel. En 1724 fue invitado junto a su hermano a integrarse en la Academia de Ciencias de San Petersburgo. Falleció a los pocos meses de haber llegado a esta ciudad, con 31 años, a causa de la tuberculosis.